# 帕里斯丁
帕里斯丁王国，是赫梯帝国崩溃后主要的继承国之一。其位置在今天的叙利亚西北部和土耳其东南部。

## 历史

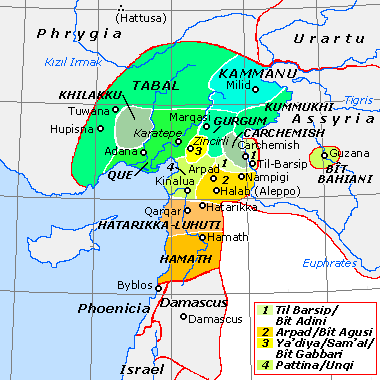
赫梯帝国的继承国。帕里斯丁的位置相当于图中Pattina, Bit Agusi, Hatarikka和Hamath。

前12世纪，一度控制整个安纳托利亚和叙利亚西北部的赫梯帝国由于尚不明确的原因突然崩溃。随后，这一地区建立了大量新赫梯王国和城邦。帕里斯丁是其中位于今天土耳其东南部和叙利亚西北部的一个国家，其领土覆盖了西至安条克，东至阿勒颇，南至哈马的广阔区域。前10世纪，帕里斯丁被分为哈马、比特阿古西、帕丁等几个国家。

## 考古
目前对于帕里斯丁的了解主要来源于国王泰塔及其王后。土耳其哈塔伊省的特尔·塔伊纳特考古遗址被认为是帕里斯丁的首都基那卢亚所在地。在那里发现过两个定居点，一个是爱琴海文明的渔业定居点，另一个是在其上方的铁器时代叙利亚－赫梯城市。后者即被认为是当时的首都遗址，出土文物中发现了Walistin的拼写。
在叙利亚Shaizar出土的一块石碑上也发现了帕里斯丁的名字。碑文显示，这是国王泰塔的王后库帕皮亚的纪念碑。另外在Meharde发现了一块与国王泰塔相关的石碑，也显示了与帕里斯丁的关联。在2003年，一座带有卢维语题字的泰塔王雕像在阿勒颇城堡内出土，进一步证实了帕里斯丁的范围和影响。

## 与非利士的联系

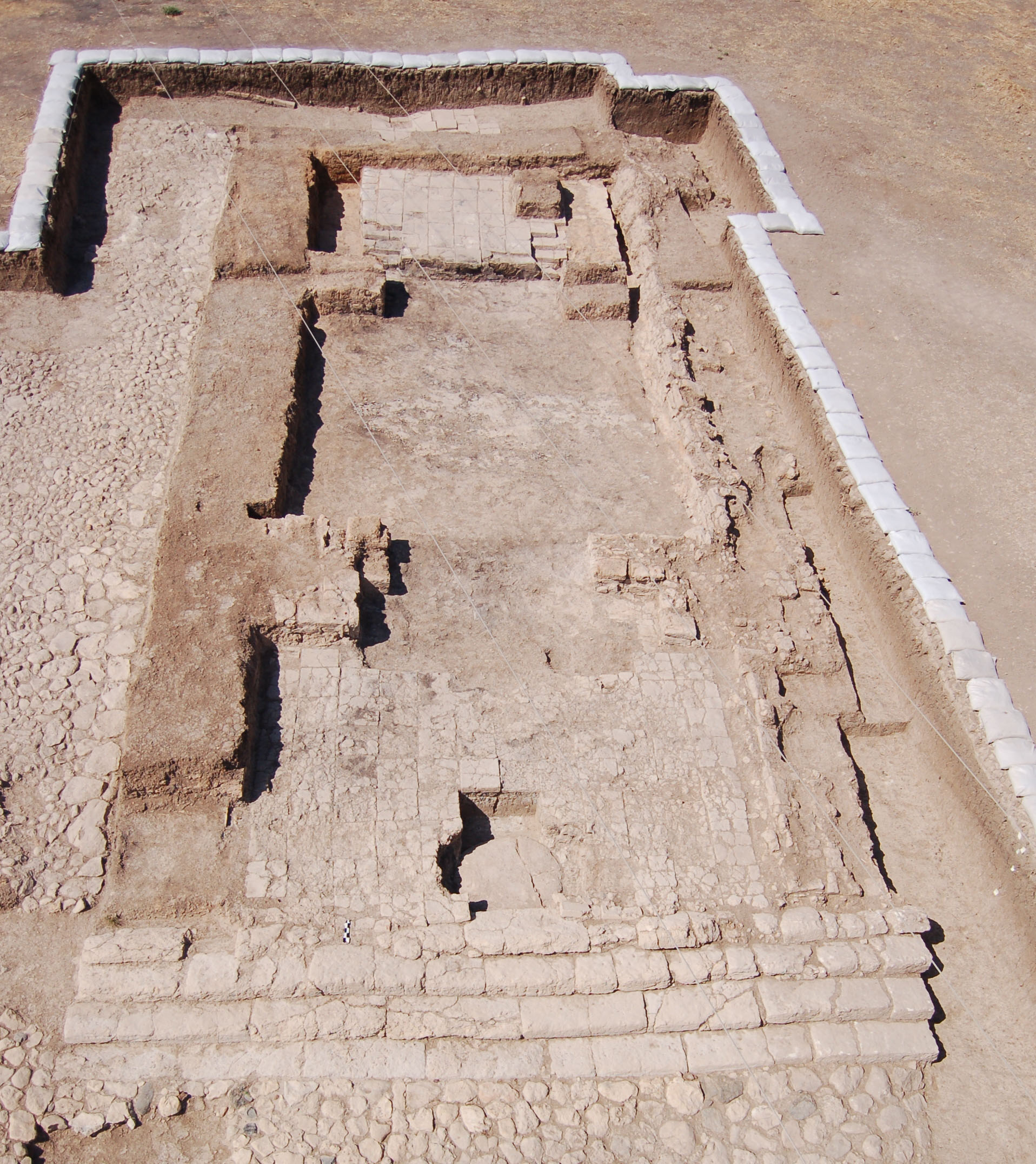
特尔·塔伊纳特的神庙

经语言学家解读，出土文物中的国名很有可能读作Palistin 。这一名称与“非利士”（埃及语：Peleset，希伯来语：P'lishtim）的相似性使得一些考古学家认为帕里斯丁与日后的非利士人间存在紧密的联系，甚至是其起源地之一 
。然而，这一观点存在争议。叙利亚其他考古遗址中出土的文字显示了Wadasatini / Padasatini的拼写，以及Walistin的拼写也同时存在，且无法证明两个字母之间可以混用。其他差异包括帕里斯丁遗址中出土的赫梯式陶器与爱琴海文明的陶器式样截然不同，以及帕里斯丁国王的赫梯式名字。
目前流行的假说认为，曾有一批来自爱琴海地区的定居者迁移至基那卢亚，虽然最后被当地居民同化，但却为此地留下了爱琴海文明式的名字，这一地名后来又影响了迁移至此的非利士人。